# Ma Qianling
Ma Qianling (chinois simplifié : 马千龄 ; chinois traditionnel : 馬千齡 ; pinyin : mǎ qiānlíng), né en 1826 et décédé en 1910 sous la dynastie Qing est un général hui de la clique des Ma.